# Riverside Records
Riverside Records – amerykańska wytwórnia płytowa, specjalizująca się w muzyce jazzowej. Założona w 1953 w Nowym Jorku przez Billa Grauera juniora oraz Orrina Keepnewsa. Działała do 1964.

## Historia
Wytwórnia powstała z inicjatywy publicysty jazzowego i producenta płytowego Orrina Keepnewsa przy współpracy jego szkolnego kolegi, kolekcjonera płyt, radiowca i wydawcy Billa Grauera juniora w ramach firmy Bill Grauer Productions. Początkowo firma miała wydawać jazzowe i bluesowe reedycje płytowe z lat 20., korzystając z archiwalnych materiałów dźwiękowych wytwórni Paramount, Gennett i Hot Record Society (H.R.S.). Pod nazwą  „Riverside Records” ukazały się wznowienia płyt z nagraniami m.in. Jelly’ego Roll Mortona, „Kinga” Olivera, Jamesa P. Johnsona i Ma Rainey.
W 1954 firma zdecydowała się wydawać płyty z własnymi nagraniami współczesnego jazzu. W kwietniu tegoż roku zarejestrowała pierwszą sesję nagraniową, którą odbył pianista Randy Weston. Jego debiutancki album Cole Porter in a Modern Mood ukazał się w 1955. Wkrótce dla Riverside nagrywali tak wybitni muzycy jak Thelonious Monk, John Coltrane, Cannonball Adderley, Nat Adderley, Clark Terry, Bill Evans, Charlie Byrd, Johnny Griffin, Wes Montgomery, Sonny Rollins, Abbey Lincoln, Art Blakey, Mongo Santamaria, John Lee Hooker, Jimmy Heath, Blue Mitchell i The Staple Singers. Producentem większości płyt i dyrektorem programowym wytwórni był Keepnews. Grauer natomiast kierował sprawami organizacyjnymi oraz dystrybucją i sprzedażą płyt. Dość szybko obaj postanowili rozszerzyć działalność o edycje z muzyką folk. Powołali też filie wytwórni, m.in. Jazzland Records. W gronie nowych wykonawców znaleźli się: „Minstrel Appalachów” Bascom Lamar Lunsford, śpiewacy: Ewan MacColl, Jean Ritchie, Oscar Brand, Cynthia Gooding, Paul Clayton, bandżysta i gitarzysta Billy Faier oraz wokalista, gitarzysta i bandżysta Bob Gibson.
Jeszcze w 1956 Grauer zarejestrował odgłosy długodystansowego wyścigu samochodowego The Florida International Twelve-Hour Grand Prix of Endurance. Nagrał też wywiady ze Stirlingem Mossem, Juanem Manuelem Fangio i innymi kierowcami. Następnie zarejestrowany i zmontowany materiał wydał na płycie Riverside RLP 5001, której był producentem.
W 1964 po śmierci Grauera wytwórnia ogłosiła upadłość. Później marka została przejęta przez firmę Fantasy Records.

## Filie Riverside Records
- Riverside Wonderland
- Jazzland Records